# Bandidus pulchellus
Bandidus pulchellus är en insektsart som först beskrevs av Peter Esben-Petersen 1923.  
Bandidus pulchellus ingår i släktet Bandidus och familjen myrlejonsländor. Inga underarter finns listade i Catalogue of Life.